# لودویگ فون لینراد
لودویگ فرایهر فون لینراد (به آلمانی: Ludwig Freiherr von Leonrod) افسر ارتش آلمان بود که در کودتای ۲۰ ژوئیه بر ضد ادولف هیتلر و حزب نازی سهیم شد.
او در مونیخ متولد شده بود و در ۱ اوریل ۱۹۲۶ به هنگ هفدهم سواره نظام بامبرگ در ارتش جمهوری وایمار پیوست. وی در جنگ جهانی دوم در اواخر ۱۹۴۱ به شدت زخمی شد و دیگر نتوانست در جبهه خدمت کند. در دسامبر ۱۹۴۳ کلاوس فون اشتاوفنبرگ او را در جریان نقشه های کودتا قرار داد. وی که مسیحی معتقدی بود از کشیشی به نام هرمان ژوزف ورله در مورد درست بودن مذهبی قتل برای مصلحت عموم مردم سؤال کرد. (این کشیش نیز بعدها برای اطلاعش از کودتا به مرگ محکوم شد)
لینراد قرار بود افسر رابط در منطقه هفتم نظامی (مونیخ) با کودتاگران باشد. بعد از عدم موفقیت توطئه در ۲۱ ژوئیه بوسیله گشتاپو دستگیر شد و در ۲۱ اوت در دادگاهی نمایشی به نام دادگاه مردمی (به آلمانی: Volksgerichtshof) بمرگ محکوم شد و در ۲۶ اوت در زندان پولتزنسی کشته شد.